# Maz Kanata
Maz Kanata egy szereplő a Csillagok háborúja fiktív univerzumában. A 2015-ös Ébredő Erő című filmben jelenik meg először, a filmvásznon Lupita Nyong'o személyesíti meg. Maz egykori kalóz és csempész, több mint 1000 éves. Egy csillagközi kastélyt irányít a Takodana bolygón.

## Leírása
Maz kistermetű, humanoid nő, narancsszínű bőrrel, aki valaha kalóz volt. Szemüveget visel. Abrams elmondása szerint a szemei fontos szerepet töltenek be a karakterben. Szülőhelye nem derül ki a filmekből. Bár nem volt jedi, érzékelte az Erőt, és megérezte, ha egy tárgy történelmi jelentőséggel bírt.
A kastélyban két droid szolgálja ki a vendégek igényeit: ME-8D9 („Emmie”), egy protokoll-droid, akit állítólag bérgyilkos programozással is elláttak, és HURID-327, egy nagy, vörös, teherhordó droid.

## Megjelenés

### Filmekben

#### Az ébredő Erő
A filmben Han Solo meglátogatja Mazt a kastélyában Rey-el, Finnel és Csubakkával együtt, hogy segítsen eljuttatni egy BB-8 nevű droidot az Ellenálláshoz.

#### Az utolsó Jedik
A filmben Maz csak egy rövid ideig, hologramon jelenik meg, hogy segítsen Poenak, Finn-nek és Rose-nak, a Canto Bight-i kódtörőmester megtalálásában. Éppen tüzet olt egy "szakszervezeti vita" közben.

#### Csillagok háborúja IX
Maz a IX. részben is meg fog jelenni Lupita Nyong'o megszemélyesítésben.

### Animációs sorozatokban

#### Lego: Star Wars
Maz rövid időre megjelenik a Lego: Star Wars 2016-os részében.

#### Star Wars: A Sors erői
Maz ebben is szerepel, Lupita Nyong'o szinkronhangjával.

### Videójátékokban
Maz játszható karakterként jelenik meg a Lego Star Wars: The Force Awakens videójátékban. Szerepe alapvetően ugyanaz, mint a filmben, bár fontos szerepet játszik a takodanai-csatában. Más videójátékokban is rövid ideig jelen van.

## Fordítás
- Ez a szócikk részben vagy egészben  a   Maz Kanata című angol Wikipédia-szócikk fordításán alapul.  Az eredeti cikk szerkesztőit annak laptörténete sorolja fel. Ez a jelzés csupán a megfogalmazás eredetét és a szerzői jogokat jelzi, nem szolgál a cikkben szereplő információk forrásmegjelöléseként.